# Fallout (sèrie de televisió)
Fallout és una sèrie de televisió dramàtica post-apocalíptica nord-americana desenvolupada per Lisa Joy i Jonathan Nolan, a través de la seva productora Kilter Films, per a Amazon Prime Video. Està basada en la franquícia de videojocs de rol creada per Interplay Entertainment i ara propietat de Bethesda Softworks.
Amazon va comprar els drets per produir un projecte d'acció en viu el 2020. Fallout es va estrenar a Amazon Prime Video el 12 d'abril de 2024 amb subtítols en català.

## Repartiment
- Walton Goggins com el Ghoul/Cooper Howard
- Ella Purnell com a Lucy
- Kyle MacLachlan com a Hank
- Aaron Moten com a Maximus
- Mike Doyle com a Mr. Spencer
- Moisés Arias com a Norm
- Johnny Pemberton com a Thaddeus
- Cherien Dabis com a Birdie
- Dale Dickey com a Ma June
- Matty Cardarople com a Huey
- Leslie Uggams com a Betty Person

## Producció
El juliol de 2020 es va anunciar que una adaptació televisiva de la franquícia de videojocs seria produïda per d'Amazon Studios desenvolupada per Jonathan Nolan i Lisa Joy. Joy va descriure la sèrie com "un boig, divertit, aventurer i mentalment malalt com cap altre que hagis vist mai".
Nolan dirigirà l'episodi pilot. Geneva Robertson-Dworet i Graham Wagner van ser contractats com a showrunners de la sèrie. Al febrer, Walton Goggins va ser seleccionat per a un paper principal com un Ghoul sense nom actualment. Al març, Ella Purnell es va unir al repartiment. Al juny, Kyle MacLachlan, Xelia Mendes-Jones i Aaron Moten es van unir com a habituals. El rodatge va començar el 5 de juliol de 2022 a Nova Jersey, Nova York i Utah.
L'octubre de 2023 es va anunciar un càsting addicional que incloia Sarita Choudhury, Michael Emerson, Leslie Uggams i Zach Cherry.